# Línea 6 del Metro de París
La línea 6 del metro de París es una línea de la red metropolitana de París. Su recorrido es semicircular por el sur de París entre Charles de Gaulle - Étoile y Nation y aproximadamente la mitad circula en superficie elevada.

## Historia
El 1 de marzo de 1909 se abrió al público el primer tramo de línea 6 entre las estaciones de Nation (correspondencia con líneas 1 y 2) y Place d'Italie (correspondencia con la línea 5). Este esbozo de línea 6 se amplió el 12 de octubre de 1942 al cederle el tramo de línea 5 entre Place d'Italie y Charles de Gaulle - Étoile (entonces Étoile). Así quedó la línea 6 como está hoy día.
Durante todos los años de historia de la línea, varias estaciones han cambiado de nombre:
- Étoile > Charles de Gaulle - Étoile (1970).
- Grenelle > Bir-Hakeim-Grenelle (1949) > Bir Hakeim Tour Eiffel (1998)
- Charenton > Dugommier (1939)
- Saint-Mandé > Picpus (1937

## Estaciones y trazado

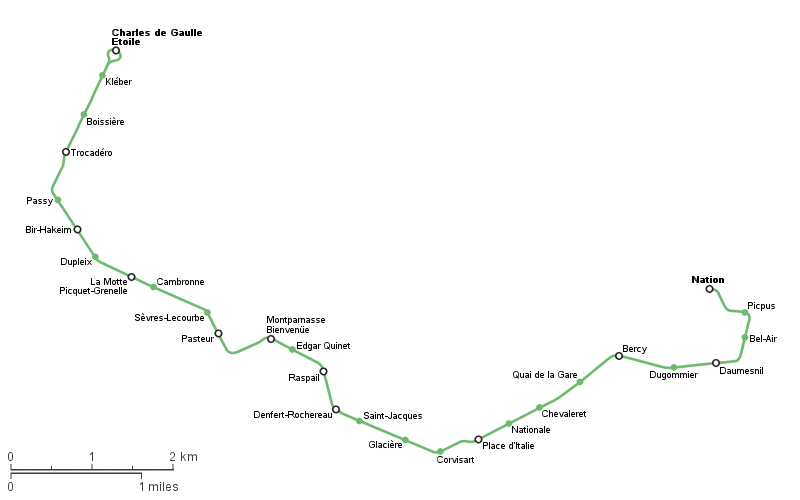
Trazado geográfico exacto de la línea 6

|  |   |  | estaciones                  | municipio                                  | correspondencia                                                   |
|  | - |  | --------------------------- | ------------------------------------------ | ----------------------------------------------------------------- |
|  | o |  | Charles de Gaulle - Étoile  | VIII Distrito, XVI Distrito, XVII Distrito |                                                                   |
|  | o |  | Kléber                      | XVI Distrito                               |                                                                   |
|  | o |  | Boissière                   | XVI Distrito                               |                                                                   |
|  | o |  | Trocadéro                   | XVI Distrito                               |                                                                   |
|  | o |  | Passy                       | XVI Distrito                               |                                                                   |
|  | o |  | Bir-Hakeim                  | XV Distrito                                |                                                                   |
|  | o |  | Dupleix                     | XV Distrito                                |                                                                   |
|  | o |  | La Motte-Picquet - Grenelle | XV Distrito                                |                                                                   |
|  | o |  | Cambronne                   | XV Distrito                                |                                                                   |
|  | o |  | Sèvres - Lecourbe           | XV Distrito                                |                                                                   |
|  | o |  | Pasteur                     | XV Distrito                                |                                                                   |
|  | o |  | Montparnasse - Bienvenüe    | VI Distrito, XIV Distrito, XV Distrito     | Centro-Valle de Loira Normandia París-Montparnasse grandes líneas |
|  | o |  | Edgar Quinet                | XIV Distrito                               |                                                                   |
|  | o |  | Raspail                     | XIV Distrito                               |                                                                   |
|  | o |  | Denfert-Rochereau           | XIV Distrito                               |                                                                   |
|  | o |  | Saint-Jacques               | XIV Distrito                               |                                                                   |
|  | o |  | Glacière                    | XIII Distrito                              |                                                                   |
|  | o |  | Corvisart                   | XIII Distrito                              |                                                                   |
|  | o |  | Place d'Italie              | XIII Distrito                              |                                                                   |
|  | o |  | Nationale                   | XIII Distrito                              |                                                                   |
|  | o |  | Chevaleret                  | XIII Distrito                              | proyecto:                                                         |
|  | o |  | Quai de la Gare             | XIII Distrito                              |                                                                   |
|  | o |  | Bercy                       | XII Distrito                               | Borgoña-Franco Condado París-Bercy grandes líneas                 |
|  | o |  | Dugommier                   | XII Distrito                               |                                                                   |
|  | o |  | Daumesnil                   | XII Distrito                               |                                                                   |
|  | o |  | Bel-Air                     | XII Distrito                               |                                                                   |
|  | o |  | Picpus                      | XII Distrito                               |                                                                   |
|  | o |  | Nation                      | XI Distrito, XII Distrito                  |                                                                   |

### Particularidades
- La longitud total de la línea 6 son 13,6 km, de los cuales 6,1 son en superficie elevada divididos en cuatro tramos.
- La línea atraviesa dos veces el Sena y ambas sobre un puente: entre Quai de la Gare y Bercy, se construyó un viaducto sobre el puente de Bercy ya existente estando inicialmente situado a un lado del viaducto y no en el eje. Desde entonces el puente se ha duplicado y el viaducto del metro queda en medio de ambas calzadas. El puente Bir-Hakeim se construyó con dos pisos, uno para tráfico rodado y otro ferroviario.
- Passy está situada de un lado bajo tierra y de otro en viaducto. Saint-Jacques está situada en trinchera a cielo abierto y Bel-Air a nivel de la calle.
- Kléber (en dirección Nation) es el verdadero terminal oeste de la línea 6. Tiene 4 vías que sirve para regular la circulación de los trenes. En Charles de Gaulle - Étoile, las vías forman un bucle y los trenes solo se detienen o estacionan brevemente sin cambiar de conductor.
- Existe igualmente un bucle en Nation que se usa en horas punta. En horas valle los túneles del bucle se usan como vías de apartadero y los trenes invierten la marcha.

### Cocheras y talleres
El mantenimiento de unidades se lleva a cabo en los talleres de Place d'Italie, situados al noroeste de dicha plaza y unidos a la línea mediante el enlace entre las líneas 5 y 6 al oeste de Place d'Italie dirección Charles de Gaulle - Étoile.

### Enlaces
- Con la línea 1: a la entrada de Charles de Gaulle-Étoile en talón y a la entrada de Nation, enlace en forma de triángulo con una vía que ahora sirve de apartadero.
- Con la línea 4: entre Raspail y Edgar Quinet en la vía dirección Charles de Gaulle - Étoile en talón. Este enlace sirve de apartadero cuando hay un tramo interrumpido por obras estivales como por ejemplo en verano de 2006 entre Bercy y Place d'Italie.
- Con la línea 5: entre Place d'Italie y Corvisart en la vía dirección Charles de Gaulle - Étoile en forma de doble bretelle con acceso a las cocheras y una vía apartadero en fondo de saco. También paralela a la línea en superficie antes de entrar en Corvisart comunicada a través de "ventanas".
- Con la línea 7: entre Corvisart y Place d'Italie en la vía dirección Nation en punta.
- Con la línea 8: entre Bel Air y Daumesnil en la vía dirección Charles de Gaulle - Étoile en punta.
- Con la línea 9: entre Trocadéro y Boissière en la vía dirección Charles de Gaulle - Étoile en talón y entre Trocadéro y Passy en la vía dirección Nation en talón.
- Con la línea 14: entre Dugommier y Bercy en la vía dirección Charles de Gaulle - Étoile en punta, el único enlace de la esta línea con el resto de la red de metro.

## Interés turístico
La línea 6 da servicio a los siguientes lugares turísticos:
- Arco de Triunfo.
- Palacio de Chaillot y Jardines del Trocadero.
- Torre Eiffel y Campo de Marte.
- Torre Montparnasse.
- Plaza de Italia.
- Butte aux Cailles.
- Ministerio de Finanzas.
- Palacio de los deportes de Bercy.
- Parque de Bercy.
- Plaza de la Nación.
- Sede del periódico Le Monde.
- Centros Comerciales de Montparnasse.

- Datos: Q50746
- Multimedia: Paris Métro Line 6 / Q50746